# The Pogues

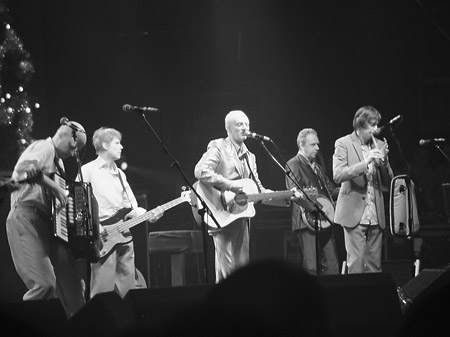
The Pogues tijdens een concert in Londen in 2004

The Pogues was een Iers-Engelse folk/punkband. De band werd opgericht in 1984.

## Ontstaan en eerste succesjaren
Toen in de loop van de jaren 70 de punk in Groot-Brittannië opkwam, schreven vele kranten over dit verschijnsel, en de toon was dan vooral 'herrie' en 'vandalisme'. In de zomer van 1976 verscheen op elke Britse voorpagina het verhaal van een bezoeker van een optreden van The Clash, wiens oor bijna was afgebeten door het latere The Mo-dettes-lid Jane Crockford. Deze bezoeker was Shane MacGowan, geboren in Kent, als kind naar Londen gekomen.
Enkele jaren na dit incident richtte MacGowan zelf een punkgroep op: de Nipple Erectors, kortweg the Nips. Shanes Ierse achtergrond liet hem echter niet los. Uit de resten van de Nips werd in 1982 een nieuwe band geboren, die aanvankelijk de naam  Pogue Mahone gebruikte. Onder deze naam brachten ze hun eerste paar tracks uit, die ten gehore werden gebracht in het programma van John Peel. De naam van de band was echter een verengelsing van de Ierse verwensing póg mo thóin ("lik m'n reet"), en hier werd vooral door Schotse luisteraars aanstoot aan genomen. Daarom wijzigde de band haar naam al snel in een soort afkorting van de oude: The Pogues.
In 1984 verscheen hun eerste volledige studio-album, Red Roses for Me, als LP. Dit was een opmerkelijke en voor die tijd behoorlijk vernieuwende mengeling van punk en Ierse folk, die sterk aan The Dubliners deed denken. Er was een accordeon en een tin whistle te horen naast instrumenten die gangbaarder zijn in de rockscene. Shane MacGowan zong niet altijd even zuiver, maar zijn teksten vielen op. Hij kon over het algemeen goed uit de voeten met de soms pittige teksten, die hij veelal zelf schreef. Elvis Costello was erg onder de indruk toen hij dit debuut hoorde. Hij produceerde in 1985 het tweede album, Rum, Sodomy and the Lash, waarop het ruwe geluid wat werd bijgeschaafd. Ook Nederland leerde via de VPRO The Pogues rond deze tijd kennen.
Reeds in deze tijd verergerde het alcoholisme van MacGowan, die tevens bekendstond om zijn extreem rottende gebit. Ondanks zijn vaak dronken toestand kon MacGowan vooral gedurende de eerste jaren de snelle teksten prima de baas. Het kwam echter steeds vaker voor dat concerten op het laatste moment vervielen, omdat hij niet in staat was rechtop te staan.
The Pogues en The Dubliners traden in deze tijd ook samen op. In maart 1987 brachten ze gezamenlijk een eigen versie uit van The Irish Rover, een traditioneel lied uit de Schotse countrydans.
De derde LP, If I Should Fall From Grace With God (1988), wordt door velen als het hoogtepunt van de band beschouwd. Op dit album staat onder meer het nummer Fiesta, dat ook in Nederland een bescheiden hit werd. Hoewel relatief weinig mensen hier The Pogues bij naam kennen, werd dit lied bekend onder veel lagen van de bevolking en het is ook door veel Nederlandse artiesten gecoverd. Op ditzelfde album verleende zangeres Kirsty MacColl haar medewerking aan het scabreuze kerstnummer Fairytale of New York, dat mogelijk het bekendste nummer van The Pogues is geworden en als enige van hun nummers langdurig hoog scoorde in de nationale hitlijsten. Bassiste Cait O'Riordan had de groep inmiddels verlaten: ze trouwde met Costello. Onder andere Terry Woods, die toen al een veteraan was in de folk-scene, kwam de groep in deze tijd versterken. If I Should Fall From Grace With God bevat enkele duetten van Woods en MacGowan.  
The Pogues traden in deze tijd ook op op Pinkpop. 
De volgende LP's zijn Peace and Love (1989) en Hell's Ditch (1990). Met name Peace and Love sloeg minder aan dan de vorige albums, vooral omdat hier minder dan de helft van de nummers door MacGowan zelf – die inmiddels met gezondheidsproblemen kampte – gezongen wordt. Ook veel teksten op dit album zijn niet meer van hem. MacGowan levert desondanks nog steeds enkele opmerkelijke nummers af, zoals Lorca's Novena (over de terechtstelling van Federico García Lorca), maar zijn alcoholisme zorgt ervoor dat de andere bandleden meer en meer het heft in eigen handen moeten nemen. Zo schrijven Jem Finer en Philip Chevron nu een groot deel van de teksten. Ook zijn enkele nummers op deze twee albums uitsluitend door hen gezongen. Hell's Ditch zou het laatste album van de band worden waarop MacGowan nog de leadzanger was.

### Einde van de oorspronkelijke bezetting
Het gedrag van MacGowan wordt echt een probleem en in 1991 verlaat hij The Pogues; onbekend is of dit op vrijwillige basis gebeurde. De concerten worden vervolgd met Joe Strummer, ex-Clash-lid, als de nieuwe leadzanger. Dit leidde ertoe dat sommige traditionele Clash-nummers geheel in de stijl van The Pogues werden uitgevoerd tijdens concerten, terwijl Strummer anderzijds veel reeds bekende Pogues-liedjes opnieuw inzong. Desondanks was de band met het vertrek van MacGowan haar oorspronkelijke karakter duidelijk kwijt, ook al nam Spider Stacy (tinwhistle) na het invallen van Strummer de microfoon verdienstelijk over. Met Strummer als leadzanger verschenen er nog twee nieuwe albums: Waiting for Herb (1993) en Pogue Mahone (1996). "Tuesday Morning" werd hun derde en laatste top 20-hit en tevens hun best verkochte single.
Terry Woods en James Fearnley verlieten daarna de band om te worden vervangen door David Coulter en James McNally. Chevron moest slechts enkele maanden later om gezondheidsredenen de band ook verlaten. Hij werd opgevolgd door zijn vroegere gitaartechnicus James Clarke. 
MacGowan richtte zelf een eigen band op, Shane MacGowan and The Popes, waar hij in de jaren daarna wisselend succes mee had.

### Doorstart
In 2001 sloot Shane MacGowan zich opnieuw aan bij The Pogues, en ze gaven rond de kerstdagen een aantal reünieconcerten in Groot-Brittannië. In de originele bezetting gaven ze een tiental concerten voor uitverkochte zalen met een uitzinnig publiek. Het bleek dat zowel de band alsook MacGowan hierdoor weer iets van hun glans terugkregen. De reünieconcerten werden in 2004 en 2005 herhaald en leken sindsdien een jaarlijks terugkerend verschijnsel te zijn geworden.
Inmiddels had MacGowan definitief een einde gemaakt aan zijn samenwerking met The Popes en richtte hij zich uitsluitend nog op reünieconcerten met zijn vertrouwde band. Ook in de Verenigde Staten bleken The Pogues nog niets aan populariteit ingeboet te hebben.
In 2005 werd een live cd van een reünieconcert van de Brixton Academy 2001 uitgegeven, samen met een "best of"-cd: The Ultimate Collection.

### Definitieve einde
In 2014 hield de band haar laatste paar optredens. In een interview in Vice Magazine in december 2015 verklaarde MacGowan dat hij het nu definitief had gehad met de overige bandleden.
Philip Chevron overleed in 2013 aan kanker, 56 jaar oud. In 2022 stierf basgitarist Darryl Hunt (72). Eind 2023 overleed ook Shane MacGowan (65).

## Invloed
The Pogues hebben met hun typische stijl een vrij grote invloed uitgeoefend op de popmuziek vanaf ca. 1986. Groepen als Finnegan's Lads, Rowwen Hèze, Dropkick Murphys en Flogging Molly hebben aangegeven in verregaande mate beïnvloed te zijn door The Pogues. Ook in de muziek van Pater Moeskroen is hier en daar iets van The Pogues terug te horen; in hun eigen nummer Laat maar waaien werden de melodie en instrumentale gedeeltes van If I should fall from grace with God (het openingsnummer van het gelijknamige album) gecombineerd met de refreinmelodie van Streams of Whiskey (van het Pogues-album Red Roses for Me). Ook hun nummer Whiskey is de Duivel is duidelijk ingegeven door het Pogues-nummer Whiskey You're the Devil, zowel qua tekst als melodie. De melodie van het nummer Slijterij van BZB is ontleend aan het Pogues-nummer Sally MacLennane.

## Discografie
- Red Roses for Me 1984
- Rum, Sodomy, and the Lash 1985
- Dirty Old Town (EP) 1985
- Poguetry in Motion (EP) 1986
- If I Should Fall from Grace with God 1988
- Peace and Love 1989
- Yeah Yeah Yeah Yeah Yeah (EP) 1990
- Hell's Ditch 1990
- Waiting for Herb 1993
- Pogue Mahone 1996
- The Best of The Pogues 1991
- The Rest of The Best 1992
- The Very Best Of The Pogues 2001
- Streams of Whiskey: Live in Leysin, Switzerland 1991 2002
- The Ultimate Collection including Live at the Brixton Academy 2001 2005
- Dirty Old Town: The Platinum Collection (Budget CD) 2005
- Untitled Pogues Box Set 2007-2008
- Messages From Time Gone By (Set for release 2007)
- Tribute to the Pogues (2016)

### Dvd's
- The Pogues: Live at The Town & Country Club St Patricks Day 1988 2004
- Untitled Pogues Live Reunion Concert 2006–2007
- Untitled Pogues Film/Documentary 2006–2007

### NPO Radio 2 Top 2000
| Nummers met noteringen in de NPO Radio 2 Top 2000 | '18  | '19  | '20  | '21  | '22  | '23  | '24  |
| ------------------------------------------------- | ---- | ---- | ---- | ---- | ---- | ---- | ---- |
| Dirty Old Town                                    | -    | -    | -    | -    | -    | 899  | 1600 |
| Fairytale of New York (met Kirsty MacColl)        | 1341 | 1247 | 1222 | 1349 | 1250 | 252  | 577  |
| Fiesta                                            | -    | -    | -    | -    | -    | 1963 | -    |

1. ↑  Een '-' betekent dat het nummer niet was genoteerd en een vetgedrukt getal geeft de hoogste notering van een nummer aan.
2. ↑  2018 was het eerste jaar met een notering voor The Pogues.